# SERT-1

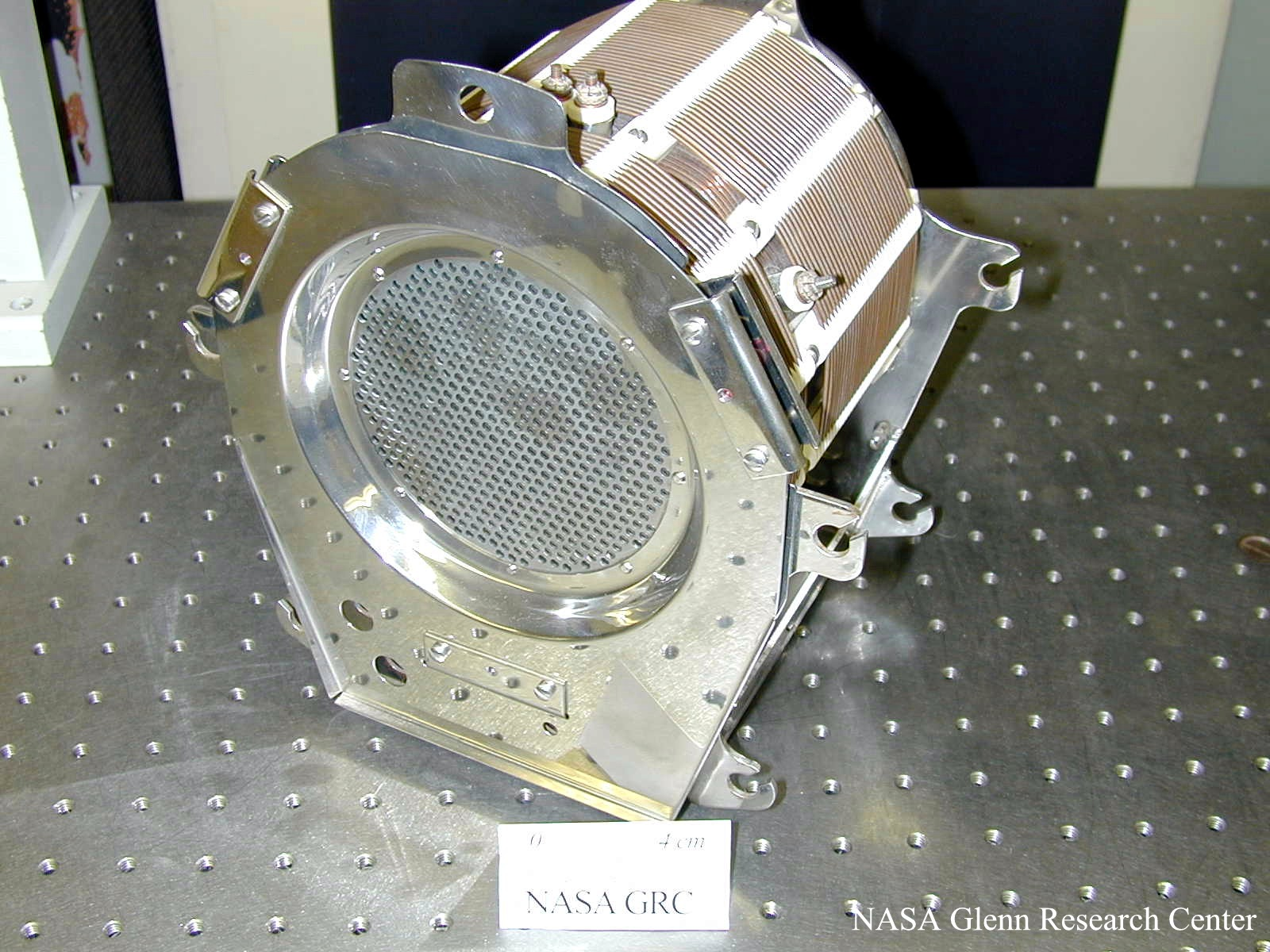
Moteur ionique utilisé pour l'expérience SERT I.

SERT-1 (acronyme de Space Electric Rocket Test) est un engin spatial expérimental de la NASA lancé en 1964 dont l'objectif était de tester le moteur ionique à grilles  développé par le centre de recherche de la NASA, le Glenn Research Center (à l'époque Lewis Research Center). SERT-1 est le premier engin à utiliser avec succès un moteur ionique dans l'espace. 

## Contexte
En 1958 le NACA, peu avant qu'elle ne devienne la NASA, l'agence spatiale civile américain, crée un programme de recherche sur la propulsion ionique. Celui-ci est confié à son centre de recherche Lewis situé à la périphérie de Cleveland dans l'Ohio. Les recherches sur ce thème sont par la suite également menées dans d'autres centres de la NASA (JPL, Marshall) mais en 1962 Lewis est désigné comme centre de recherche principal (40 ans après le centre a conservé ce rôle). En 1964 le centre effectue un premier test dans l'espace d'un propulseur ionique développé par elle qui est baptisé SERT-I.

## Caractéristiques techniques
L'engin spatial développé pour ce test comporte deux moteurs ioniques expérimentaux utilisant comme ergol l'un du césium l'autre du mercure. Le moteur au césium était un moteur ionique à contact avec un diamètre de 8 cm. Il consommait 0,6 kilowatt et fournissait une poussée de 5,6 millinewton avec une impulsion spécifique de 8050 secondes. Le moteur au mercure à bombardement ionique avait une grille de 10 cm de diamètre. Il consommait 1,4 kilowatt et fournissait une poussée de 28 millinewton avec une impulsion spécifique de 4900 secondes. Pour les deux moteurs la neutralisation de la charge électrique était effectuée avec un filament chauffé réalisé en titane. La durée du test dans l'espace est courte car il s'agit d'un vol suborbital. Les moteurs sont alimentés en énergie par une batterie électrique.

## Lancement et résultats
SERT-I est lancé le 20 juillet 1964 par une fusée Scout X-4.  La première partie du vol suborbital est consacrée à des tests sur le moteur au césium. Mais celui ne parvient pas à fonctionner à cause d'un court-circuit. Au bout de 14 minutes, c'est au moteur au mercure d'être testé. Celui-ci va fonctionner durant 31 minutes avec  53 événements de recyclage à haut voltage d'une durée unitaire de quelques secondes. Il s'agissait d'un premier vol dans l'espace durant lequel un moteur ionique est parvenu à fonctionner. Il a permis de vérifier l'efficacité du système de neutralisation de la charge électrique, de l'absence d'effet électromagnétique sur les autres composants de l'engin et de la capacité du moteur à redémarrer après un événement de fort voltage. La vitesse a été mesurée à l'aide de trois systèmes indépendants. La poussée déterminée à la fois par l'accéléromètre embarqué et par les capteurs solaires s'est révélée conforme aux calculs effectués avant le vol à 5% près.   
À la suite de SERT-I plusieurs tests sont effectués dont le satellite SERT-II embarquant deux moteurs ioniques à mercure identiques avec une grille de 15 cm. Celui-ci est lancé le 3 février 1970 pour un test de longévité d'au moins 6 mois et placé sur une orbite polaire elliptique de 1 000 km. Les deux moteurs sont mis en marche par intermittence de 1970 à 1981 et accumulent respectivement 3781 heures et 2011 heures de fonctionnement. Les tests effectués ont débouché ultérieurement sur le développement des sondes spatiales Deep Space 1 (1999) et Dawn (2007) propulsées par des moteurs ioniques.